# 福部郵便局
福部郵便局（ふくべゆうびんきょく）は、鳥取県鳥取市にある郵便局。民営化前の分類では無集配特定郵便局であった。

## 概要
住所：〒689-0102 鳥取県鳥取市福部町細川668番地 鳥取市役所福部町総合支所1階
（移転前：〒689-0103 鳥取県鳥取市福部町高江56-6）
かつては集配郵便局であったが、2006年（平成18年）に集配業務を鳥取中央郵便局へ移管し無集配郵便局となった。
福部郵便局はしばしば大雨による浸水被害を受けており、業務に支障が出ていた。このため2005年4月には比較的地盤の高い鳥取市役所福部町総合支所敷地内にATMを設置した。その後、安定的な郵便局サービスを提供するため2014年3月24日に郵便局を同総合支所内へ移転した。

## 沿革

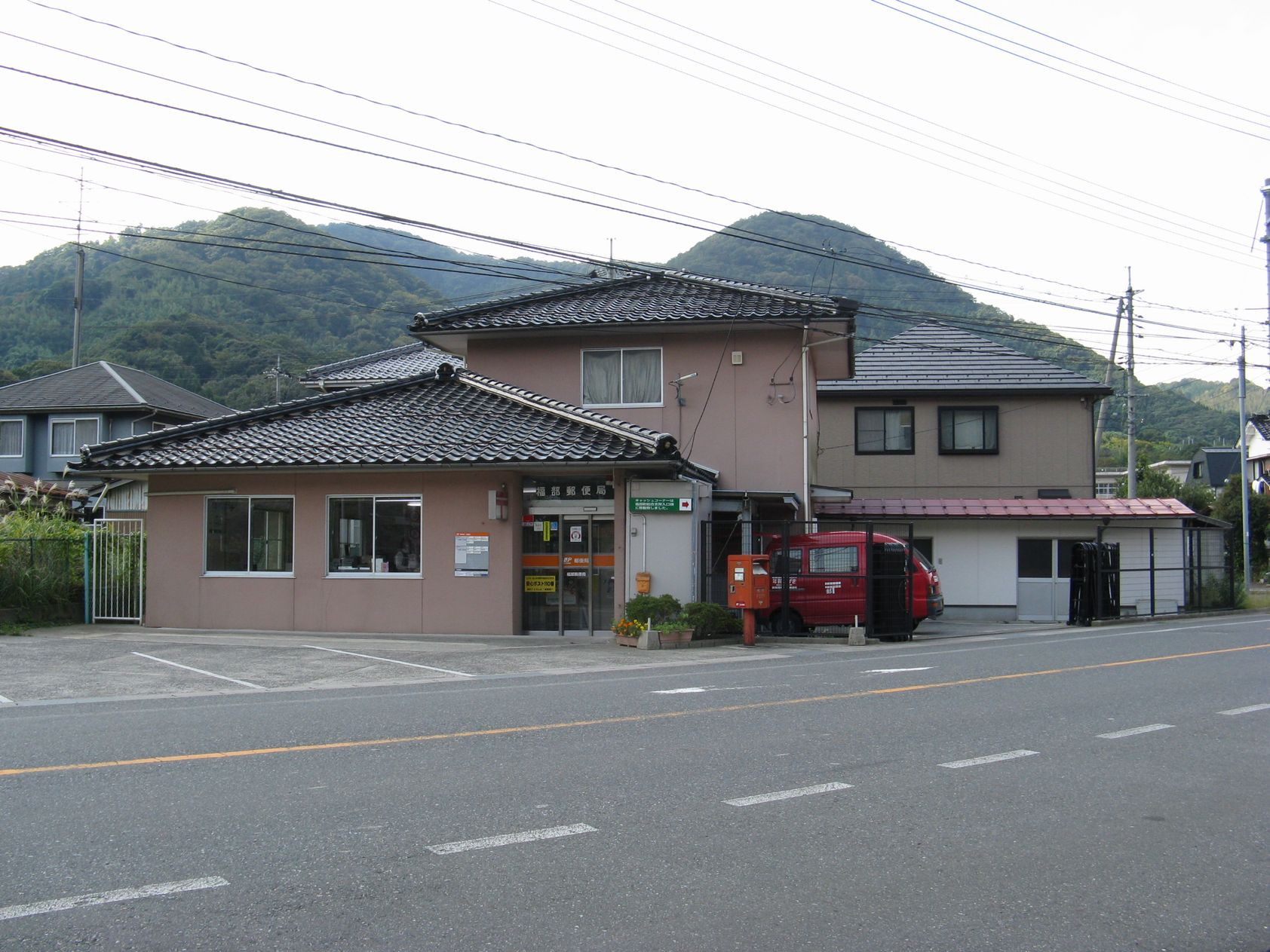
旧福部郵便局
（2009年10月14日）

- 1974年（昭和49年）9月25日 - 電話交換業務を鳥取電報電話局に移管[2]。
- 1979年（昭和54年）4月2日 - 岩美郡福部村細川から同村高江に移転。
- 2006年（平成18年）10月16日 - 鳥取中央郵便局へ集配業務を移管、無集配局となる[3]。郵便番号を689-0199から689-0103に変更。
- 2007年（平成19年）10月1日 - 民営化。
- 2012年（平成24年）10月1日 - 日本郵便株式会社発足。
- 2014年（平成26年）3月24日 - 鳥取市福部町細川668（鳥取市役所福部町総合支所1階）に移転[4][5]。郵便番号を689-0103から689-0102に変更。

## 取扱内容
- 郵便、印紙、ゆうパック
- 貯金、為替、振替、振込、国際送金、国債
- 生命保険、バイク自賠責保険
- ゆうちょ銀行ATM

## 周辺
- 鳥取市役所福部町総合支所（旧・福部村役場）
- 鳥取市立福部未来学園
- 国道9号
- 鳥取県道43号鳥取福部線（山陰道）
- 鳥取県道188号池谷福部停車場線
- 鳥取県道212号福部停車場線
- 箭溪川

## アクセス
- JR山陰本線福部駅から西へ約200m（徒歩約4分）
- 日交バス 福部町総合支所前停留所下車
- 鳥取県道212号福部停車場線沿い
- 駐車場あり：市役所支所の駐車場を共用利用